# Skeljavíkurfjall
Skeljavíkurfjall är ett berg i republiken Island. Det ligger i regionen Västfjordarna, 170 km norr om huvudstaden Reykjavík. Toppen på Skeljavíkurfjall är 406 meter över havet.
Trakten runt Skeljavíkurfjall är nära nog obefolkad, med mindre än två invånare per kvadratkilometer. Närmaste större samhälle är Hólmavík, nära Skeljavíkurfjall. Trakten runt Skeljavíkurfjall består i huvudsak av gräsmarker.